# Triesting
Die Triesting ist ein Fluss im südöstlichen Wienerwald. Sie mündet bei Achau in die wasserärmere Schwechat und gehört zum Einzugsgebiet der Donau. Sie hat eine Länge von 60 km.

## Name
Das Gewässer wurde im Jahr 1002 („inter … Triezniccham“) erstmals schriftlich erwähnt.
Die Deutung des Namens Triesting ist unsicher. Wahrscheinlich leitet er sich von einem altslawischen Wort ab wie *trĕsnin- „Fransengewächs“ oder *trĕsku „Blitzschlag“ bzw. *tresk „schallen, schlagen, bersten“ im Sinne von „Lärmbach“ oder „Tosebach“. Der Name könnte sich nach anderen Vermutungen auch vom lat. tristis, was „unheilvoll, gefährlich“ bedeutet, ableiten.

## Verlauf
Die Triesting hatte einen Vorgänger im geologischen Zeitalter des späten Miozäns, des Torton. Als „Paläo-Triesting“ ist ein Wasserlauf in ähnlicher Lage wie die heutige Triesting publiziert, der im Süden des späteren Wiener Beckens, das damals noch unter Wasser lag, in einem größeren Mündungsgebiet Sedimente aus den Kalkalpen in den Pannonischen See einbrachte.

### Quelle und Oberlauf

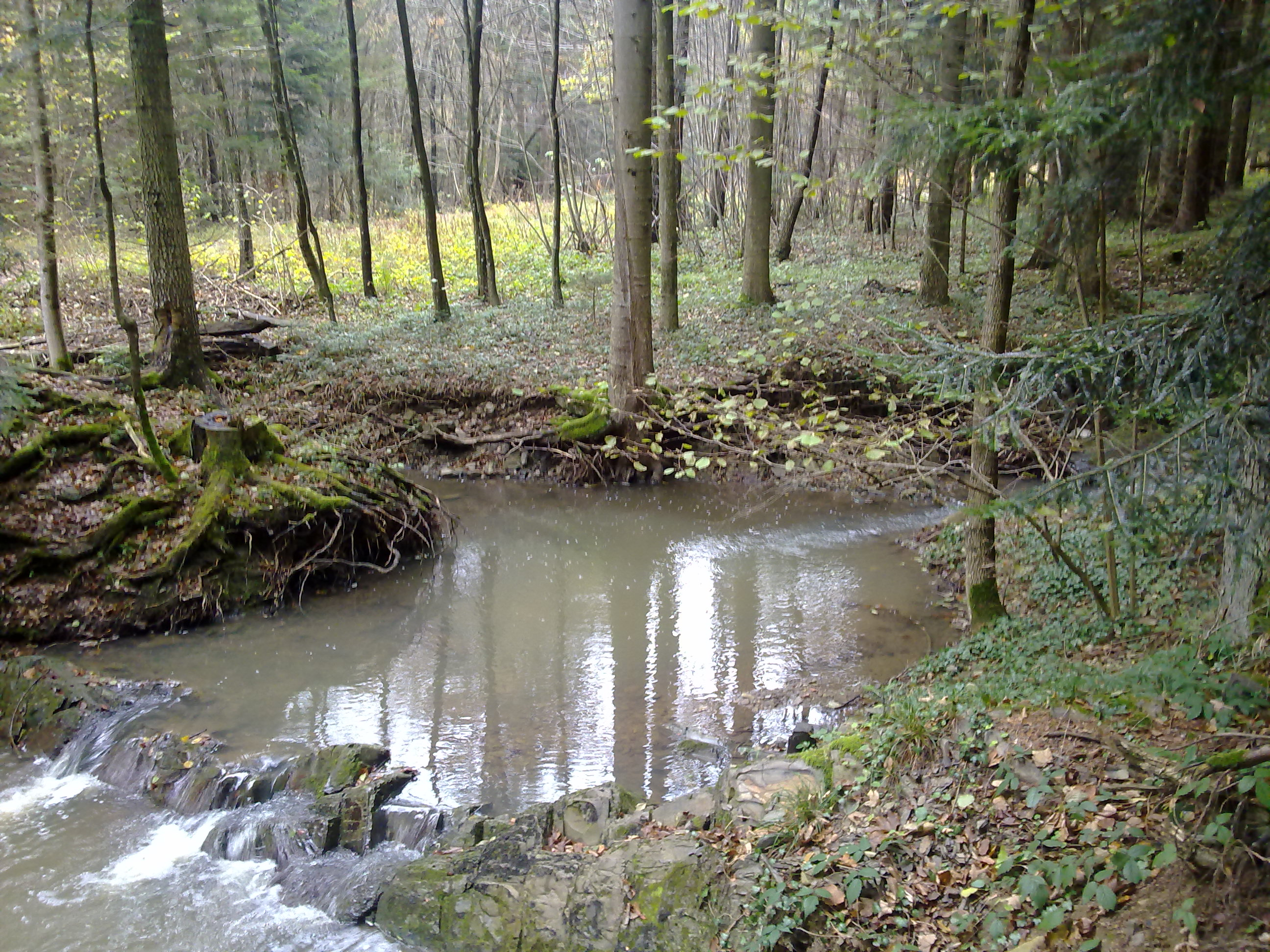
Zusammenfluss der beiden größten Quellbäche der Triesting: von links der Stützenreithbach, von rechts der Triestingquellbach

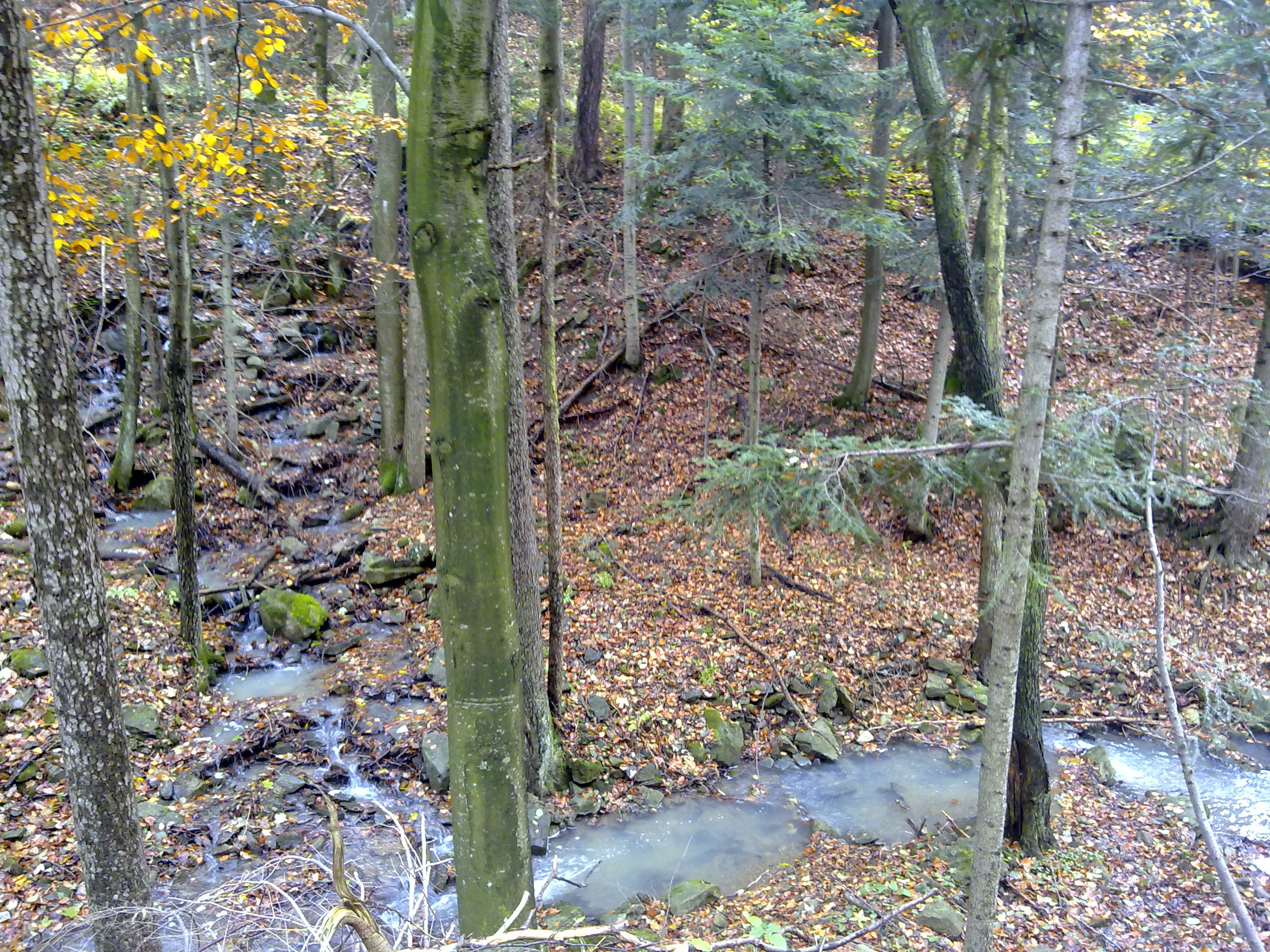
Triestingquellbach erhält einen Zufluss durch einen weiteren Bach über einen kleinen Wasserfall

Abendstimmung an der Triesting in Pottenstein

Die Triesting entsteht durch den Zusammenfluss mehrerer benannter und unbenannter Quellbäche, die teilweise auch nur saisonal (Schneeschmelze, Regen etc.) Wasser führen. Eine Quelle der Triesting kann daher nur schwer ausgemacht werden. Die wichtigsten Quellen liegen in den Wäldern am Südwestabhang des Schöpfl-Massivs zwischen Kaumberg im Bezirk Lilienfeld und St. Corona am Schöpfl, Gemeinde Altenmarkt an der Triesting im Bezirk Baden. In der Nähe der Straße über die Klammhöhe nimmt die Triesting ihren ersten größeren Zufluss, den Stützenreithbach auf, kurz danach fließt der Wittenbach zu. Zwischen diesen benannten Zuflüssen fließen sowohl links- als auch rechtsseitig einige unbenannte Bäche zu. An der Abzweigung der Straße über die Klammhöhe von der Hainfelder Straße mündet der Kaumbergbach, vom Gerichtsberg kommend ein, der vorher schon den Spiegelbach, den Fußbach und den Laabach aufgenommen hat. Bis Altenmarkt nimmt die Triesting neben weiteren unbenannten Bächen noch den Steinbach und den Höfnerbach auf. Zwischen Thenneberg und Altenmarkt fließt der Klosterbach aus Klein-Mariazell (samt Coronabach) zu. Die Triesting fließt weiter durch Taßhof nach Weissenbach an der Triesting, wo der Further Bach von rechts und der Nöstachbach von links einmünden. In Fahrafeld mündet der Haselbach ein und die Triesting fließt weiter durch Pottenstein nach Berndorf. Hier fließt der Veitsauerbach zu, der auf der Hohen Mandling entspringt und auch den Bach aus Hernstein aufnimmt.
Am Betriebsgelände der Berndorf AG wird über einen Werkskanal Wasser zur Stromerzeugung entnommen. Kurz danach mündet westlich des Striezelbergs der Buchbach ein. Bei der Bahnhaltestelle St. Veit/Tr. mündet ein unbenannter Bach von der Großen Jauling kommend in die Triesting. Am Ortseingang von Hirtenberg mündet über die Regenwasserkanalisation ein kleines Rinnsal von der sogenannten Pöllawiese zwischen St. Veit und Großau ein. Am Ortsende von Hirtenberg verlässt die Triesting ihr Tal an der Grenze zwischen Wienerwald und Gutensteiner Alpen und fließt weiter durch das Wiener Becken.

### Unterlauf und Mündung
An der Grenze zwischen Hirtenberg und Enzesfeld wird über eine Wehranlage
der zwischen 1924 und 1930 fertiggestellte Triestinghochwassergraben abgezweigt. Die Triesting selber fließt etwas südlicher um den ARED-Park und durch den Ortskern von Leobersdorf, der Hochwasserschutzkanal läuft etwas nördlicher um den ARED-Park und anschließend ungefähr entlang der Hainfelder Straße. Die Triesting fließt weiter an der Dornauer Mühle mit ihren Fischteichen vorbei, wo sie auch vom Wiener Neustädter Kanal überquert wird. Kurz vor Schönau an der Triesting mündet der Hochwasserschutzkanal ein, und es fließt noch der Bach vom Heilsamen Brunnen zu.
Mit der Triesting wird auch der Schlosspark des Schönauer Schlosses bewässert. Die Triesting fließt anschließend in der flachen Landschaft des Wiener Beckens durch die Orte Günselsdorf, Teesdorf, Tattendorf, Oberwaltersdorf, Trumau und Münchendorf, wo ein Kanal zur Bewässerung des Laxenburger Schlossparks abzweigt. Nach Münchendorf zweigt der Neubach ab, der bei Maria Lanzendorf in den Mitterbach mündet, welcher wiederum bei Zwölfaxing in die Schwechat mündet. Die Triesting selbst mündet bei Achau, ebenso wie die Mödling/ Mödlingbach und der Krottenbach in die Schwechat. Die Triesting durchfließt hierbei noch die Bezirke Mödling und Bruck an der Leitha.

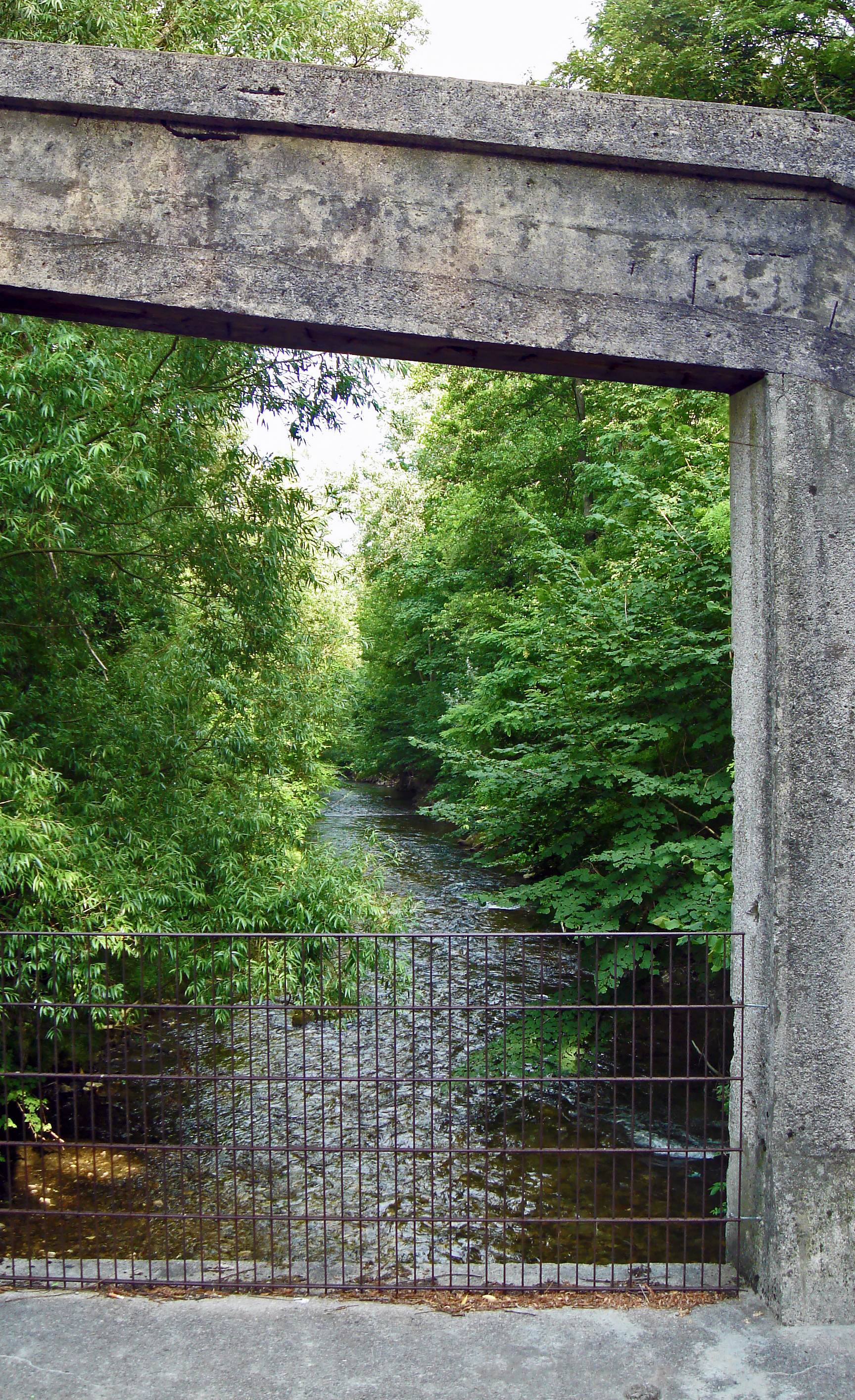
Flussabwärtiger Blick von der ehemaligen Schleppbahnbrücke der Enz-Caro-Werke

## Wasserführung
In der Tat ist die Triesting alles andere als ein ruhiger Bach, obwohl sie im Sommer zeitweise auch sehr wenig Wasser führt. Die Triesting hat bei Hirtenberg eine mittlere Durchflussmenge von 2,5 m³/s. Bei anhaltenden Regenfällen kann sie aber sehr stark anschwellen, wodurch es sowohl im Triestingtal als auch im flachen Gelände immer wieder zu Hochwasser kommen kann.

## Wehre und Kanäle
Früher gab es an der Triesting für die anliegenden Industriebetriebe zahlreiche Wehren und Werkskanäle. Dort wurde Strom für den Eigenbedarf produziert. Heute gibt es noch auf dem Betriebsgelände der Berndorf AG einen Werkskanal mit Kleinkraftwerk, bei der Leobersdorfer Ortsumfahrung neben der Südautobahn A 2 ein Stauwehr und ein Kleinkraftwerk und in Dornau eine Wehranlage mit Werkskanal. Von vielen weiteren Wehren und Werkskanälen sind noch die Überreste und Ruinen sichtbar, wie zum Beispiel die Anlagen zwischen dem ARED-Park und dem Gelände der Firmen Enz-Caro und Rexam.
In Hirtenberg zweigt beim Betriebsgelände der Kromag ein unterirdischer Kanal ab, der der Nutzwasserversorgung der Kromag und der Hirtenberger Patronenfabrik, sowie der Löschwasserversorgung für die Feuerwehren dient.
Eine Besonderheit stellt die Bewässerung des Schlossparks Laxenburg dar. Er erhält das Wasser nicht von der naheliegenden Schwechat, sondern aus Münchendorf von der Triesting. Dieses Wasser wird durch einen offenen, 1801 errichteten Kanal geführt, der ursprünglich im freien Feld angelegt war. Erst später wurde die Straßenverbindung Laxenburg – Münchendorf – heute die Landesstraße L 154 – parallel zum rechten Kanalufer neu errichtet. Bei der Rutschenbrücke unterführt der Kanal die auf einer Kanalbrücke geführte Schwechat (es handelt sich dabei nicht um einen Düker wie das teilweise behauptet wird). Die Entwässerung des Schlossparks erfolgt dann über den Lobenbach in die Schwechat.

## Hochwasser und Schutz
Schnell ansteigende Hochwasser mit Überflutungsgefahr entstehen an der Triesting oft dann, wenn Regenwolken vom Wiener Becken in das Tal hineinziehen und bei den Bergen am westlichen Talende im Bereich Furth-Kaumberg-St. Corona hängenbleiben. Regenwolken aus anderen Richtungen haben sich meist schon etwas ausgeregnet und sorgen nicht für dramatische Wasserstände.
In Fahrafeld und in Hirtenberg sind automatische Pegelmessstellen eingerichtet, die die Werte automatisch an die Landeswarnzentrale übertragen. Für den Ernstfall sind an der Bezirkshauptmannschaft Baden Alarm- und Einsatzpläne hinterlegt, die festlegen, ab welchen zu erwartenden Regenmengen und Wasserständen Polizei, Feuerwehren, Bürgermeister und die Bevölkerung verständigt werden. Für einen Großteil der Maßnahmen, die von den Feuerwehren gemeinsam mit der Bevölkerung ergriffen werden, hat sich auch ein System aus Erfahrungswerten eingespielt, ab dem die jeweiligen Pegelstandsveränderungen beobachtet werden.

### Historische Hochwasser
- 1846[8]
- Juli 1882
- Mai 1940
- Juli 1944
- Juli 1966
- Juli 1991 (Flutwelle nur im Oberlauf)
- August 1997
- Juni 2002 (restliches NÖ erst im August)
- September 2024 (Keine wirklichen Überschwemmungen, anders als erwartet, am 15.09 für wenige Stunden Evakuierungen durchgeführt)

### Hochwasser 1944
Das Hochwasser 1944 bedeutete die schwerste Hochwasserkatastrophe für das Triestingtal. Am 4. Juli 1944 kam es infolge schwerer Wolkenbrüche im oberen Triestingtal, im Bereich des Schöpfls und im Further Tal zu Überschwemmungen. Die Engstelle des Tals oberhalb Pottensteins wurde durch Treibholz blockiert und das Fahrafelder Becken verwandelte sich in einen Stausee. Die Sperre brach und die Wassermassen wälzten sich bis zu zwei Meter hoch durch das Tal. Im ganzen Tal sollen 188 Personen, zum Großteil Fremdarbeiter,

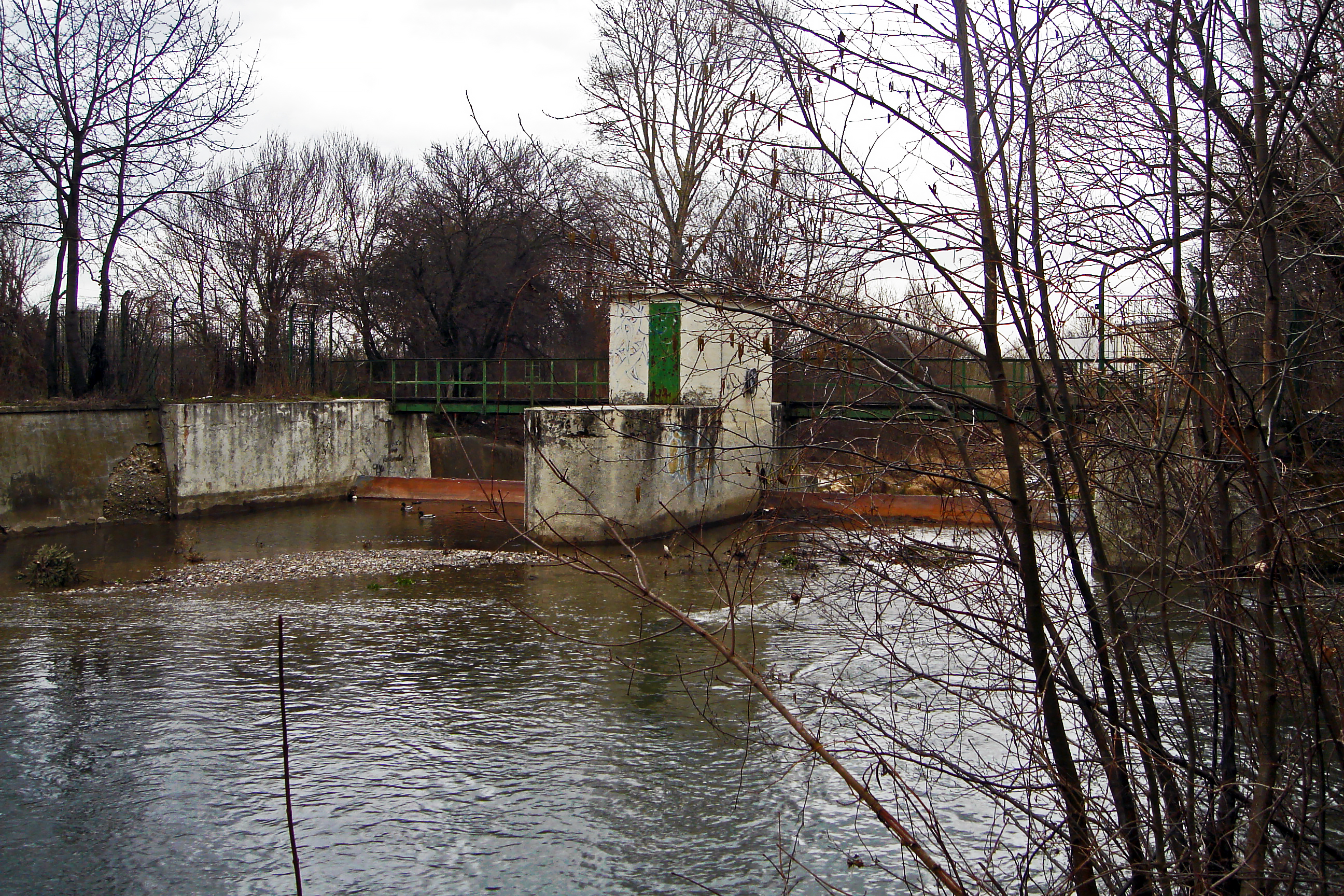
Teilungswerk Triestinghochwassergraben–Triesting; rechter Bildrand: Triesting-Hauptbett

ums Leben gekommen sein.

### Hochwasserschutz

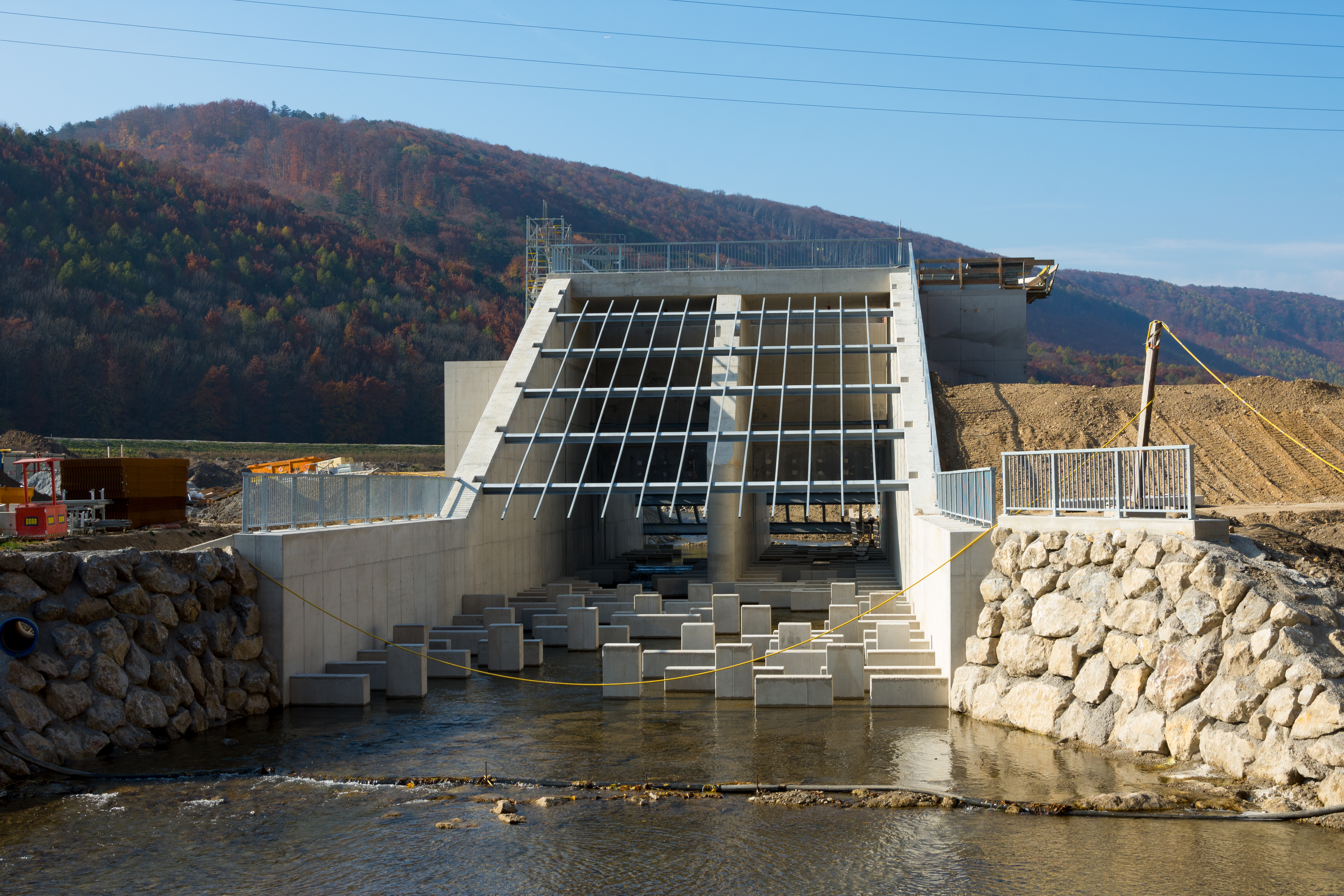
Auslaufbauwerk des Rückhaltebeckens in Fahrafeld (2021)

Aufgrund der immer wieder auftretenden Hochwasser und der einhergehenden Gefährdung der Bevölkerung wurde und wird in Hochwasserschutzmaßnahmen investiert. Aus diesem Grund wurde ein ab 1846 bei Leobersdorf begonnener, zwischen 1924 und 1930 fertiggestellter Hochwasserschutzkanal errichtet, der den Ortskern schützen soll.
Am Beginn des 21. Jahrhunderts wird vor allem am Oberlauf der Triesting viel für den Hochwasserschutz getan. Die Maßnahmen sind für ein hundertjährliches Hochwasserereignis ausgelegt und bestehen aus einer Kombination von Flussbettverbreiterungen, Hochwasserbetonschutzwänden, Retentionsgebieten und mobilen Hochwasserverschlüssen.
Im Jahr 2019 wurde mit dem Bau eines Rückhaltebeckens in Fahrafeld mit einem Volumen von 750.000 Kubikmetern begonnen. Es soll das größte Projekt im Flusslauf darstellen. Im Mai 2024 wurde das Rückhaltebecken eröffnet und müsste bereits beim Hochwasser im September 2024 in Einsatz kommen. Das kontrollierte Ablassen von Wasser konnte Überschwemmungen verhindern.

## Verschiedenes
- In Wien-Floridsdorf wurde nach dem Flusslauf 1953 die Triestinggasse benannt.